# Kostel svatého Ducha (Hévíz)
Kostel svatého Ducha v Hévízu (maď. Szentlélek templom), označovaný jako modrý kostel, je moderní římskokatolický farní kostel v maďarském Hévízu. 

## Historie

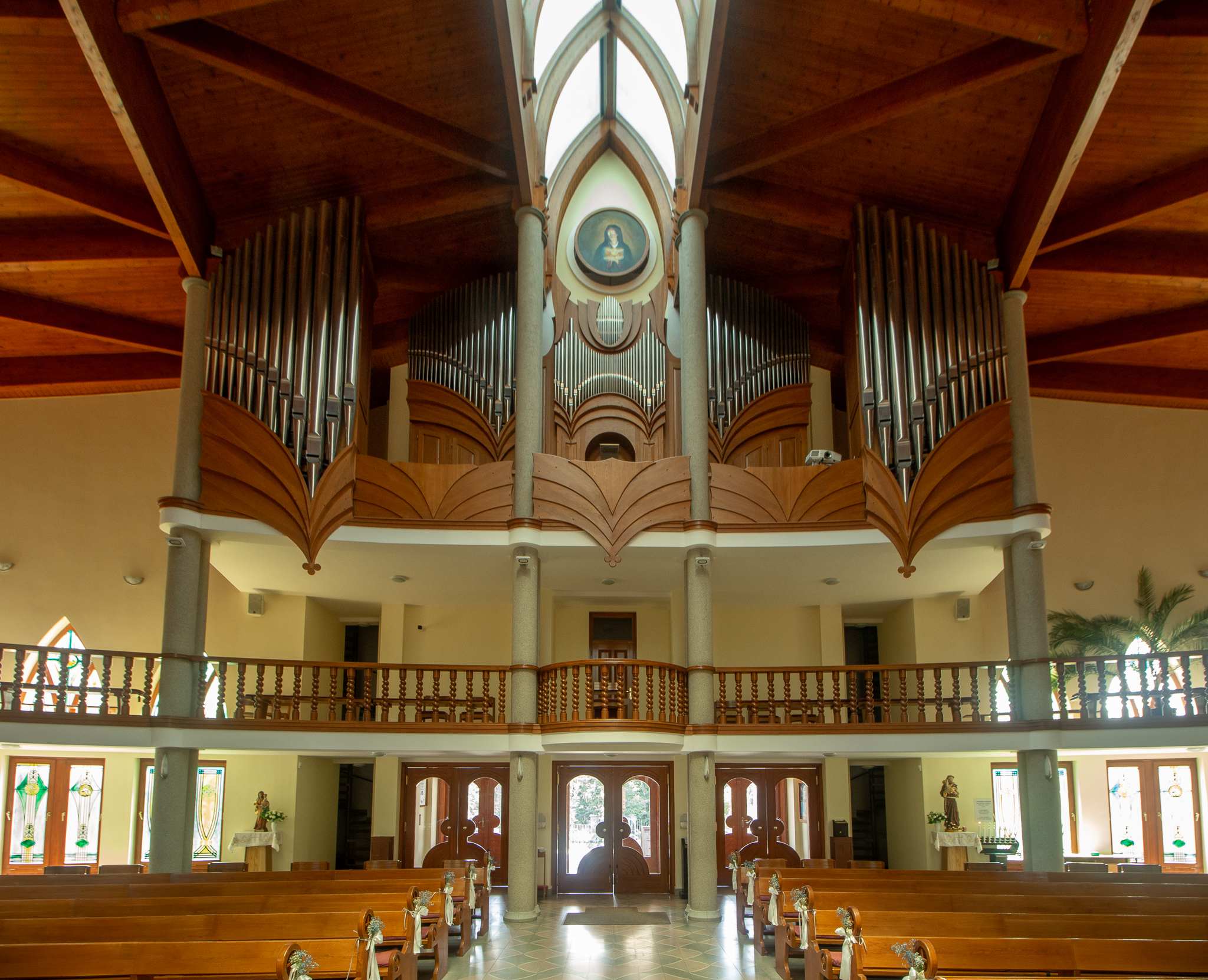
Vstupní část kostela s varhanami

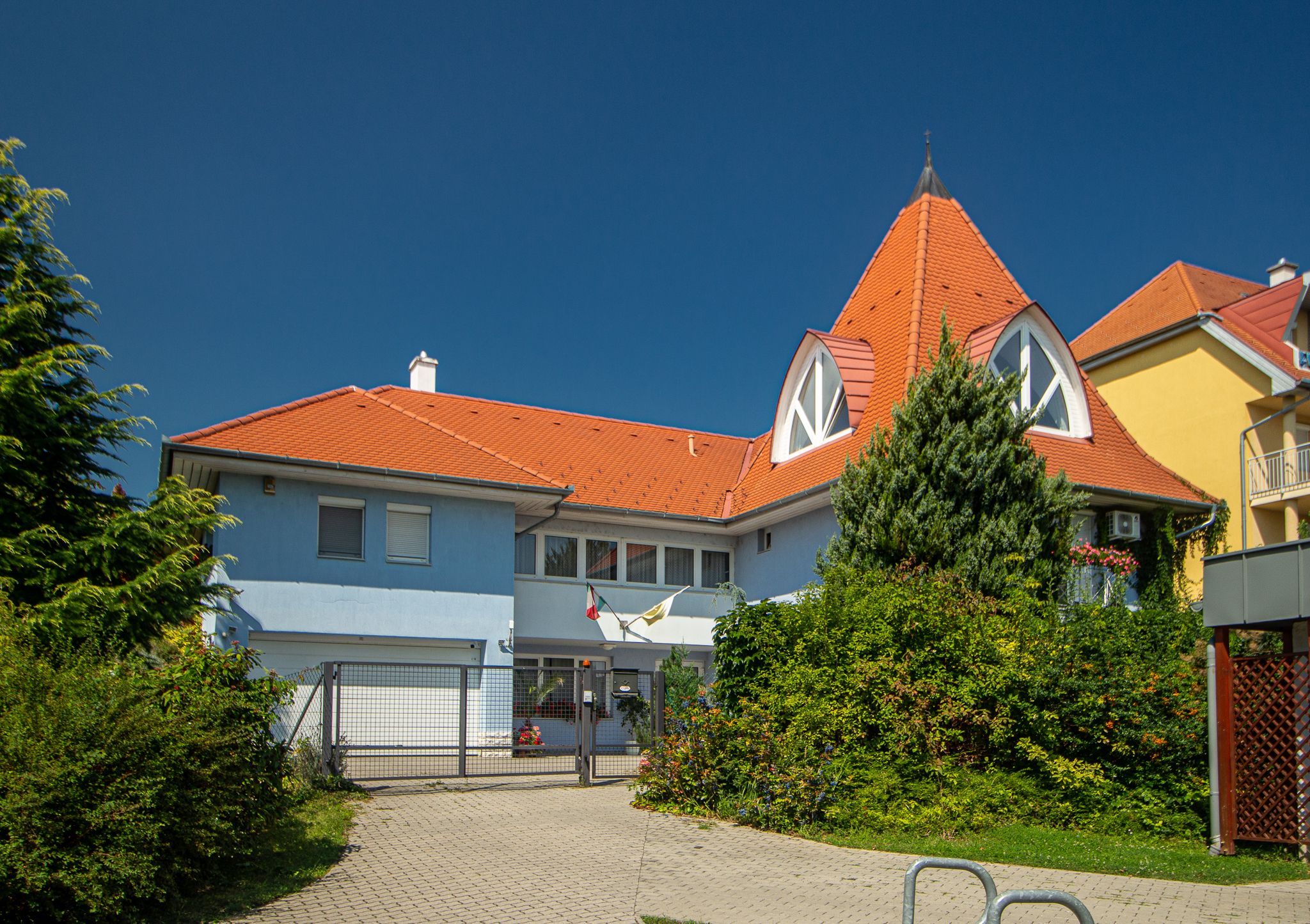
Budova přilehlé fary

Kostel byl vystavěn na nároží dvou v moderním slohu v letech 1996–1999 podle plánu Jánose Bocskaie. Má kapacitu asi 1000 osob.
Kostel je opatřen 7 věžemi, které symbolizují 7 duchů a jehož půdorys při pohledu z ptačí perspektivy tvoří tvar holubici, která symbolizuje Ducha svatého. 
Moderní interiér má dobrou akustiku a je proto vhodný také k pořádání varhanních koncertů.
Za zmínku stojí bronzová plastika „Ecce homo“. V sakristii je umístěna další bronzová plastika.
Na svatodušní neděli se zde konají posvícení.